# Диана, Габриэль
Габриэль Диана (фр. Gabriel Diana, 1 октября 1942 года, Орбеталло (Тоскана)) — итальянско-французский скульптор и художник.

## Биография

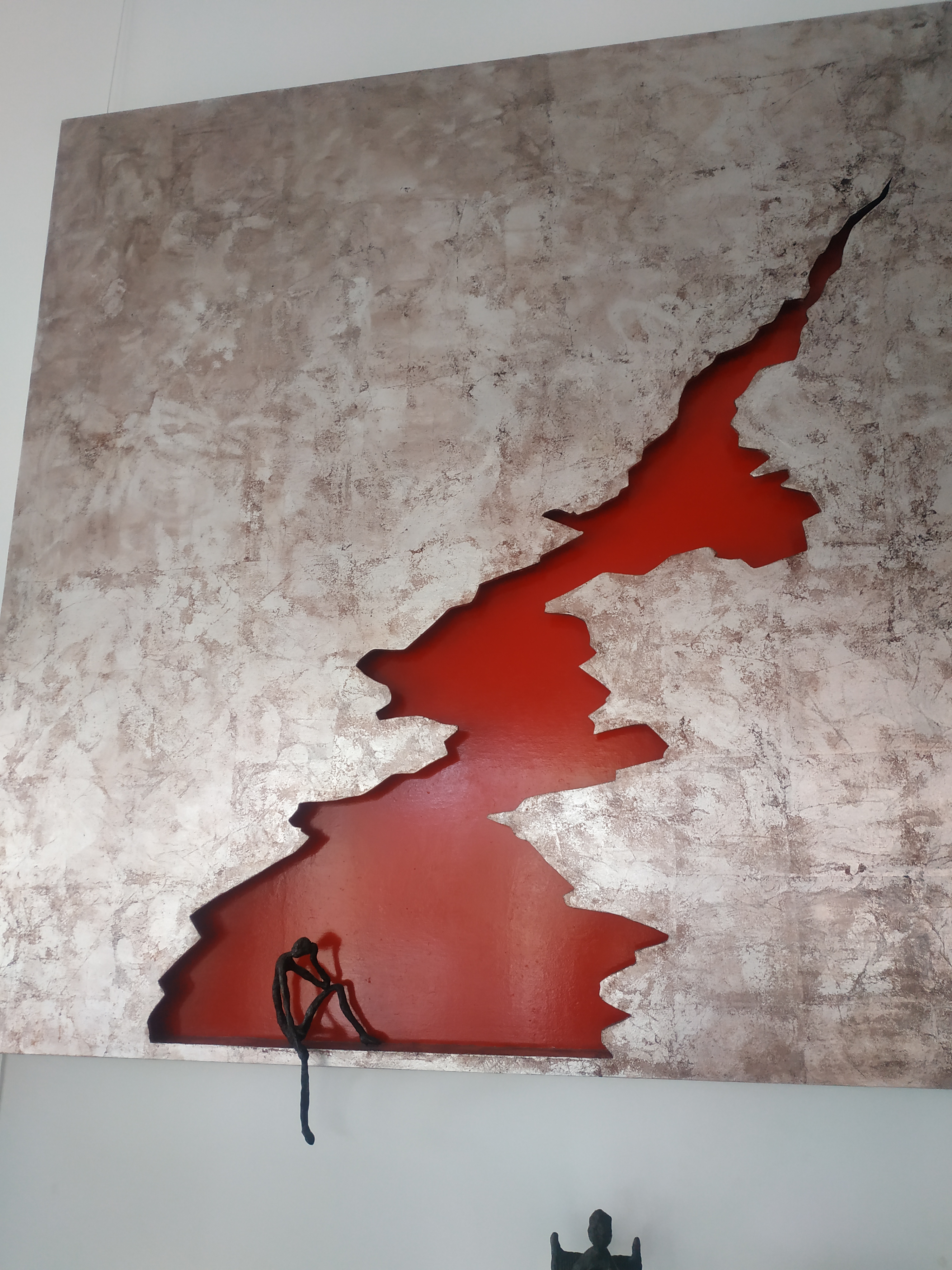
«Красная брешь» в DIAN’Arte Museum

Родился 1 октября 1942 года в д. Орбеталло (Тоскана, Италия), сейчас живёт на острове Корсика, Франция.
Его отец служил военным лётчиком на гидросамолёте, мать была художником-любителем. Детство прошло между Италией и Францией. Изначально Габриэль не думал, что станет художником. Он получил образование инженера в Высшем техническом институте (Institut Technique Supérieur) в Фрибуре (Швейцария) и работал по специальности.
Габриэль служил во флоте Бреста (Франция). После прохождения службы, в 1964 году сочетался браком с Иветт Мажёр (Yvette Magueur). В 1967 году в Бастии у них родился сын Жан-Жак. К 33 годам он занимал должность президента организации водных видов спорта Bic Sport в Италии. В 2000 году он погиб в автокатастрофе. В это время Габриэль и Иветт жили в Ломбардии, смерть их единственного сына явилась причиной для переезда на Корсику. 2009 год стал эпохальной датой: артист открыл музей «DIAN’Arte Museum»; награждён орденом «Cavalliere della Repubblica Italiana». В 2013 году «DIAN’Arte Museum» стал музеем-побратимом российского музея Янтаря в Калининграде. Скульптуры Габриэля украшают внутренний дворик Калининградского музея Янтаря: стилизованные фламинго из бронзы («Phénicoptères géants»), также в коллекции представлены его работы из янтаря и бронзы. Картины и скульптуры Габриэля приобретены для частных коллекций в городах и странах всего мира. Произведения Габриэля можно увидеть на улицах корсиканских городов: в частности, в Бастии находятся «Venus a la Conque» («Венера с ракушкой»), «Le Bandeau Corse», («Флаг Корсики»); в порту Иль Рус — La Sirene de l ile rousse («Русалка в Иль-Русс»); в Сартен — бюст Паскаль Паоли.
Габриэль Диана окончательно оставил профессию инженера в 1999 году, чтобы полностью посвятить себя искусству. Он самостоятельно изучал на протяжении шести лет академические основы, работал с акварелью, интересовался масляной живописью, мозаикой.

## Творчество

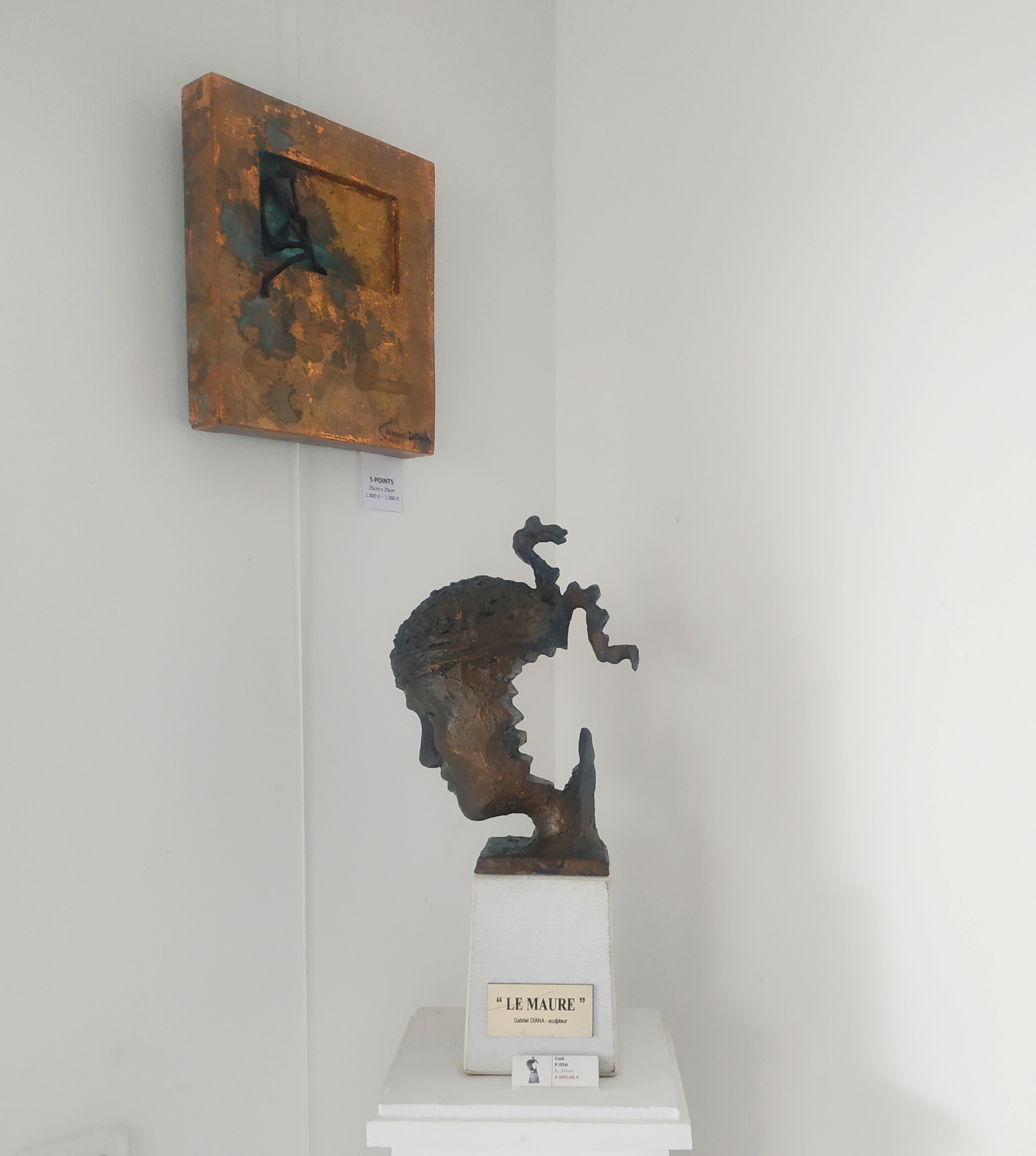
Скульптура из бронзы Мавр с картой Корсики, DIAN’Arte Museum

### DIAN’Arte Museum
Это самый большой частный музей на Корсике, находится в коммуне Борго, в 13 км от г. Бастия (5992, Lido de la Marana, Les marines de Borgo, 20290 Borgo, Франция). Открыт в октябре 2009 года. В музее представлены работы артиста Габриэль Диана, здесь же находится ателье художника. Экспозиция разделена на выставочный зал в здании с преобладанием картин, скульптур из мрамора, бронзовых статуэток и скульптур, и сад с бронзовыми скульптурами, а также работы артиста выставлены на паркинге у входа в музей. Центральная часть внутренней экспозиции — скульптура «Perpetuum mobile» на движущейся платформе высотой 2 м 30 см. Второе название этой бронзовой скульптуры, представляющей собой бегущего человека — «Яйцо Леонардо да Винчи». В саду, в частности, представлены две скульптуры в виде бронзового обруча — символ Вселенной, и восседающего на краю Создателя, которого обитатели не могут увидеть, потому что живут внутри круга. Есть стилизованные фламинго («Phénicoptères»), аналогичные тем, что находятся в Калининграде. В мае 2013 года артист Габриэль Диана и директор Калининградского музея янтаря Суворова Татьяна Юрьевна подписали соглашение о том, что «DIAN’Arte Museum» и музей Янтаря стали музеями-побратимами. Это первый случай культурного братства музеев между Францией и Россией.

### Периоды творчества

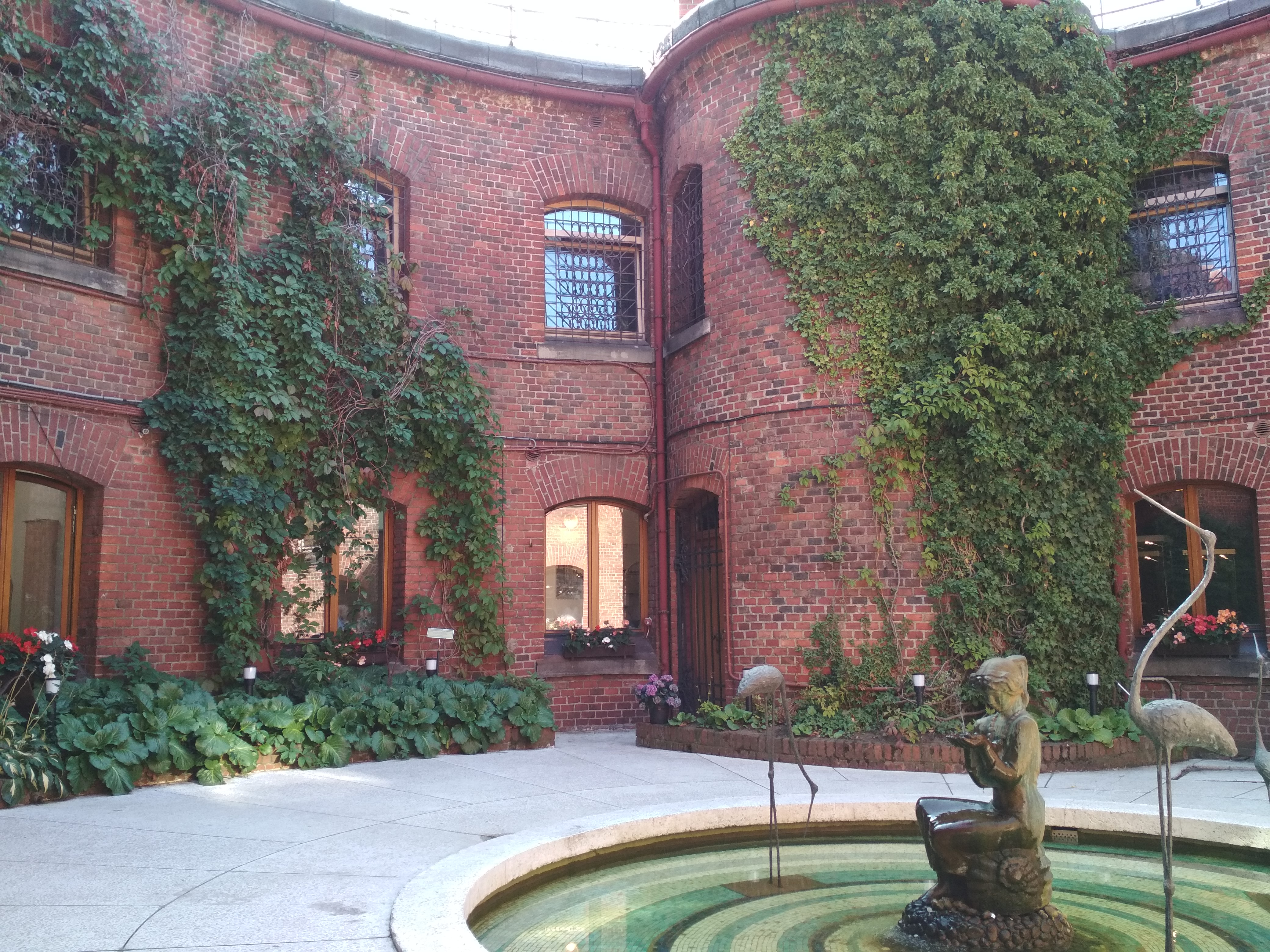
Работа Gabriel DIANA в Калининградском музее

Чёткого разделения на периоды творчества нет, Габриэль говорит, что «я не могу дать точную хронологию своих произведений». Однако, дебютный период имеет характерные черты. Академизм прослеживается в скульптурах, которые он лепил из мрамора carrara, соблюдая все пропорции и рассчитывая золотое сечение. Когда академизм наскучил художнику, он перешёл к написанию абстрактных картин. В данном периоде Г. Диана выбирает геометрические фигуры, горизонтальные и вертикальные линии, обращается к примитивизму, создавая в нём стилизованные фигурки людей. Габриэль боялся показывать свои произведения публике, подписывался именем своего внука Leon. В этот период создано 17 картин. Художник прятал их в своём ателье. Получив лестные отзывы от близких, Габриэль осмелился создавать оригинальные произведения. По признанию Г. Диана, его вдохновляют «жизнь и женщины, особенно супруга Иветт». Скульптура из мрамора «Bella Impossible» («Невозможная Белла»), завершённая в 2013 году — одна из самых интересных мраморных скульптур: по замыслу автора, посетителям следует разгадать, почему в реальности такая красавица не могла бы существовать. Габриэль Диана разрешает трогать экспонаты — по его мнению, без тактильного ощущения восприятие мраморных скульптур будет неполным. Скульптур тщательно лепит из мрамора «мышцы» и выпуклости тела.

### Скульптура на картинах

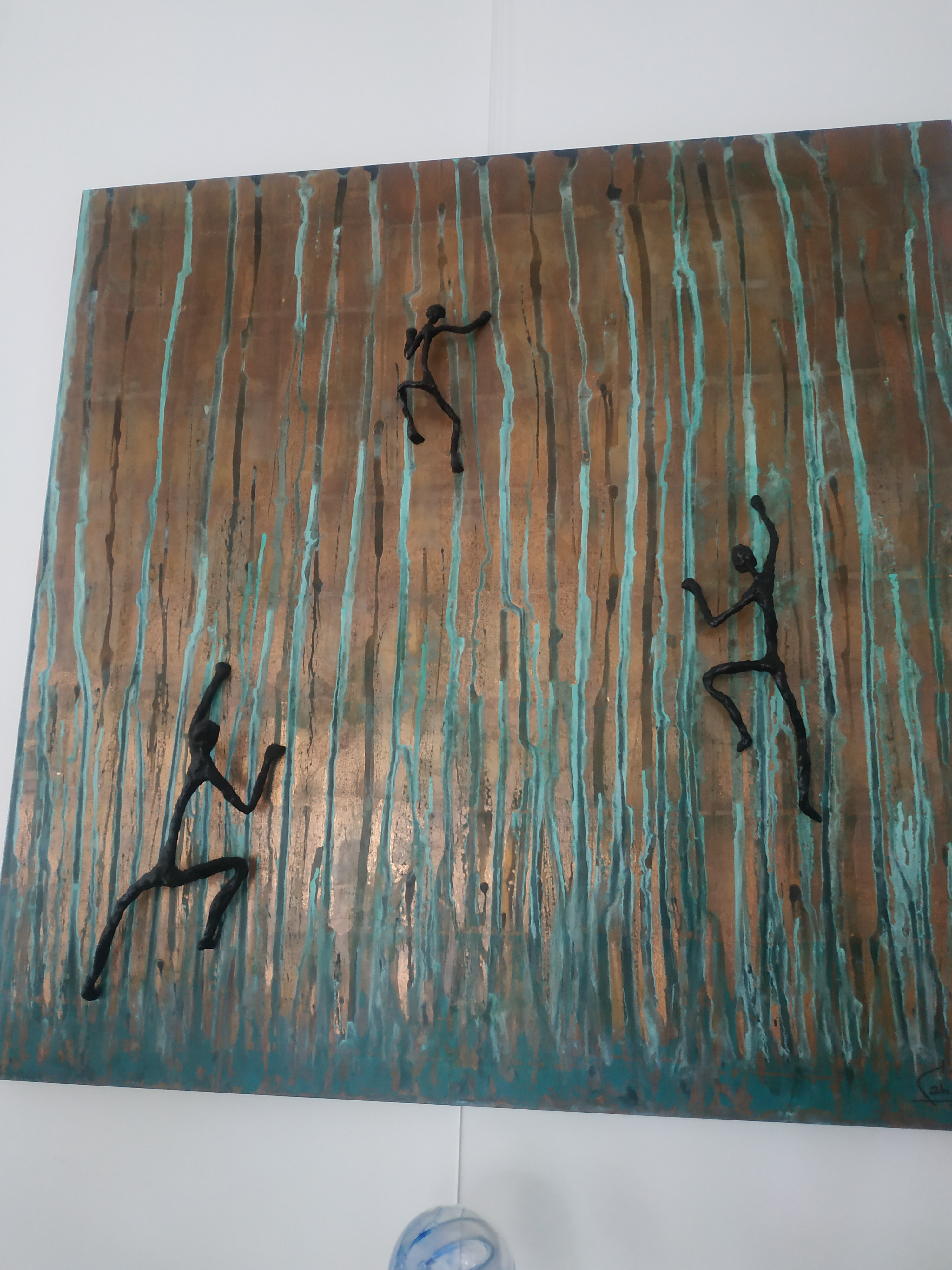
Работа Gabriel DIANA в DIAN’Arte Museum (Корсика)

Целью Габриэля Диана стало создание «живых картин», сочетание картин на холсте со скульптурами из бронзы, выходящими за пределы плоскости рисунка. Кроме того, концепт «живые картины» объясняется тем, что при фокусировке взгляда на одной точке и плавном переходе из одной части залы в другую, можно заметить изменение оттенка. Оригинальность Габриэля особенно проявлена в работах «Full-Metal Painting». Это объёмные картины-скульптуры с бронзовыми фигурками людей в примитивном стиле, напоминающих работы Альберто Джакометти (например, картина «Красная брешь», бронзовые человечки сидят на краю, свесив ноги за раму). Габриэль Диана совместно с Доминик Лобель (Dominique Lobel, р. 21.09.1969) создаёт картины «солома и бронза», фоном является специальным образом подготовленная солома. Доминик работала с соломой с 2016 года, после знакомства с Габриэлем, они решили создать произведения современного искусства. Им принадлежит авторство объёмных картин, где фигурки людей в бронзе «лазают» по свешенным ниточкам-канатам на «холсте» из соломы. Подобных картин в музее DIAN’Arte выставлено около десятка, некоторые были выкуплены частными лицами.

### Бронзовые скульптуры
Габриэль Диана создаёт скульптуры из бронзы по особенной технологии, выплавляя их по частям с применением так называемого «потерянного» воска, который заливается в силиконовые формы, уплотняется землёй и после подвергается сильному нагреву несколько раз. Так, чайка в полёте — одна из любимых тем Габриэля — выплавляется из трёх частей, затем скульптор соединяет их и маскирует место прикрепления, сама чайка крепится к опоре только частью крыла. Бронзовые скульптуры имеют повторяющийся характер: чайки представлены как в музее Dian Arte, так и в куплены для частных коллекций. Создан ряд скульптур в виде сфер и пирамид, составленных из фигур человечков в примитивном стиле. Скульптуры получили общее название «People of the word» («Люди мира»), и выражают собой надежду на идеальный «мир во всём мире». Бронзовые фигурки, держащиеся друг за друга руками и ногами, это символ братства и гармонии. Ателье по отливке бронзы находится в Милане.

### Ambronze
«Ambronze» — неологизм, придуманный Габриэлем от слов «amber» и «bronze», означает скульптуры, созданные из бронзы с применением янтаря. Коллекция создана из балтийского янтаря и посвящена культурному событию: музей DIAN’Arte стал побратимом с музеем Янтаря в Калининграде. Две янтарно-бронзовые скульптуры были куплены российским государством для обогащения коллекция калининградского Музея янтаря.

## Награды
- В 2009 Габриэль Диана получил орден «За заслуги перед Итальянской Республикой», награда, представленная Президентом Итальянской республики Карло Адзельо Чампи.
- В 2019 получил награду «Arts et Lettres», представленную Министерством культуры Франции, министром культуры Франком Ристером, и вручённую лично вице-президентом отдела культуры Сената Катррин Дюма при присутствии Президента региона Корсики Жиля Симеони.